# Salmo responsorial
El salmo responsorial es una oración que se recita en el transcurso de la misa, entre la primera y la segunda lectura.
El salmo responsorial tiene por base los salmos escritos en la Biblia (Libro de los Salmos, Antiguo Testamento). Representa una meditación colectiva tras la lectura de la Palabra. Se compone de una oración, el salmo, proclamada por el salmista (que puede ser el sacerdote u otra persona) y una fórmula común que es respondida por los fieles, la antífona. Los salmos fueron compuestos para ser cantados, si bien actualmente son recitados en la mayoría de las celebraciones.
Existen diversas formas de leer el salmo responsorial:
- El lector proclama los versículos del salmo y la asamblea recita la antífona prevista en el leccionario.
- El lector lee la antífona y proclama el salmo. La asamblea recita la antífona de memoria intercalándola entre los versículos.
- El lector lee la antífona en voz alta y la asamblea la repite. Luego, lee el salmo y al finalizar, recita de nuevo la antífona y la asamblea le imita.

Las dos últimas modalidades son las más utilizadas en la actual celebración de la misa.